# Bertiera annobonensis
Bertiera annobonensis là một loài thực vật có hoa trong họ Thiến thảo. Loài này được G.Taylor ex Mildbr. mô tả khoa học đầu tiên năm 1937.